# N-vinylpyrrolidon
N-Vinylpyrrolidon je organická sloučenina, za běžných podmínek má podobu nažloutlé kapaliny charakteristického zápachu. Je mísitelný s vodou a organickými rozpouštědly. Je prekurzorem polyvinylpyrrolidonu (povidonu, PVP), důležitého syntetického materiálu. Monomer se běžně používá jako reaktivní ředidlo v polymerech (používaných v inkoustech, nátěrech a lepidlech) vytvrzovaných ultrafialovým zářením nebo elektronovým paprskem.